# Filaret (Denysenko)
Filaret, imię świeckie Mychajło Antonowycz Denysenko (ur. 23 stycznia 1929 w Błahodatnym) – zwierzchnik  Ukraińskiego Kościoła Prawosławnego Patriarchatu Kijowskiego w latach 1995–2018. Do 15 grudnia 2018 nosił tytuł Jego Świątobliwości Patriarchy Kijowskiego i całej Rusi-Ukrainy, który nie był uznawany przez kanoniczne Kościoły prawosławne. Do czasu wystąpienia z Rosyjskiego Kościoła Prawosławnego metropolita w tymże Kościele; w 1990 jeden z kandydatów do objęcia godności patriarchy Moskwy i całej Rusi. W 1997 został w Cerkwi Rosyjskiej objęty anatemą, którą w 2018 r. zdjął z niego patriarcha Konstantynopola, co nie spotkało się z aprobatą żadnego z kanonicznych Kościołów prawosławnych. W tym samym roku, po utworzeniu Kościoła Prawosławnego Ukrainy, otrzymał tytuł honorowego patriarchy Ukrainy.

## Życiorys

### Wczesna działalność
Urodził się we wsi Błahodatnoje w okręgu donieckim. Jest absolwentem seminarium duchownego w Odessie i Akademii Duchownej w Moskwie. 1 stycznia 1950, jako student II roku akademii, złożył śluby zakonne w ławrze Troicko-Siergijewskiej. Dwa tygodnie później patriarcha Aleksy I udzielił mu święceń diakońskich. W 1952 został hieromnichem, a po uzyskaniu dyplomu Akademii Duchownej rozpoczął pracę wykładowcy Nowego Testamentu w seminarium duchownym w Moskwie. W sierpniu 1956 podniesiony do godności igumena i przeniesiony na stanowisko inspektora seminarium duchownego w Saratowie, zaś od roku następnego – w Kijowie. Od 1958 był przez dwa lata jego ostatnim rektorem (seminarium zostało zamknięte). W tym samym momencie został archimandrytą.
Od 1960 pełnił obowiązki locum tenens egzarchy ukraińskiego, zaś przez rok (1961) był oficjalnym przedstawicielem patriarchatu moskiewskiego przy Patriarchacie Aleksandryjskim.

### Biskup
Po powrocie do Rosji został biskupem pomocniczym eparchii leningradzkiej z tytułem biskupa łużskiego. Funkcję tę łączył z zadaniami locum tenens eparchii ryskiej. 10 października 1962 przeniesiony na katedrę wiedeńską i austriacką, zaś od 22 grudnia 1964 wikariusz eparchii moskiewskiej z tytułem biskupa dmitrowskiego. 14 maja 1966 został arcybiskupem kijowskim i halickim. Dwa lata później, pozostając na katedrze, uzyskał godność metropolity.
Działając na terytorium Ukraińskiej SRR, metropolita Filaret pozostawał w dobrych relacjach z władzami republiki. Zdecydowanie zwalczał zwolenników nadania Kościołowi prawosławnemu na Ukrainie oblicza związanego z kulturą ukraińską, promując tradycję rosyjską.
Po śmierci patriarchy Pimena pełnił przez miesiąc funkcję locum tenens patriarchy Moskwy. Potępił w tym okresie powstanie niekanonicznego Ukraińskiego Autokefalicznego Kościoła Prawosławnego. W czasie Soboru Lokalnego, którego zadaniem był wybór patriarchy, metropolita Filaret – obok metropolitów Aleksego i Włodzimierza – był jednym z kandydatów do godności. Według wspomnień niektórych uczestników soboru metropolita Filaret był pewien swojego wyboru, jednak w tajnym głosowaniu uzyskał najmniejszą liczbę głosów.
Jeszcze w listopadzie 1990 metropolita Filaret bronił jedności Kościoła prawosławnego na Ukrainie i w Rosji, potępiał ideę autokefalii Cerkwi ukraińskiej jako polityczną, niezwiązaną z religią. Bronił również jedności ZSRR. Stanowisko to porzucił natychmiast po ogłoszeniu przez Ukrainę niepodległości, gdy stał się apologetą autokefalii.

### Powstanie Patriarchatu Kijowskiego
W listopadzie 1991 Sobór Biskupów Rosyjskiego Kościoła Prawosławnego odrzucił prośbę biskupów ukraińskich o udzielenie Kościołowi prawosławnemu na Ukrainie pełnej samodzielności. Potwierdzone zostało funkcjonowanie autonomicznego Ukraińskiego Kościoła Prawosławnego i przyznanie jego zwierzchnikowi tytułu Wielce Błogosławionego Metropolity Kijowa i całej Rusi-Ukrainy. Mimo tego na początku roku 1992 metropolita Filaret raz jeszcze zwrócił się do patriarchy Moskwy z prośbą o nadanie autokefalii, tym razem jednak nie uzyskał dla swojego apelu powszechnego poparcia podległych mu biskupów ukraińskich. Hierarcha odebrał części z nich katedry lub przeniósł do innych eparchii. Wówczas Rosyjski Kościół Prawosławny udzielił ukraińskim hierarchom prawa niesubordynacji wobec metropolity kijowskiego, jak również zwołał kolejny sobór, w czasie którego postulat autokefalii dla Cerkwi ukraińskiej uzyskał tylko cztery głosy poparcia. Metropolicie Filaretowi zasugerowano odejście z eparchii kijowskiej i przeniesienie na inną katedrę. Ten w marcu 1992 poinformował patriarchę Aleksego II, iż nie zgadza się na takie rozwiązanie.
30 kwietnia 1992 w Żytomierzu, z inicjatywy biskupa żytomierskiego Hioba (Tywoniuka) sześciu biskupów Ukraińskiego Kościoła Prawosławnego, po naradzie, zaapelowało o zwołanie soboru swojego Kościoła, zaś jego zwierzchnika oskarżyło o krzywoprzysięstwo. Z poparciem Patriarchatu Moskiewskiego sobór ten odbył się 27 maja 1992 w Charkowie i zakończył się pozbawieniem metropolity Filareta urzędu i powołaniem na niego metropolity Włodzimierza (Sabodana), dotąd metropolity rostowskiego i nowoczerkaskiego. Filaret (Denysenko), oskarżony o krzywoprzysięstwo i rozbijanie Kościoła, został pozbawiony wszystkich godności uzyskanych dotąd w Cerkwi oraz święceń kapłańskich, zachował jedynie śluby zakonne.

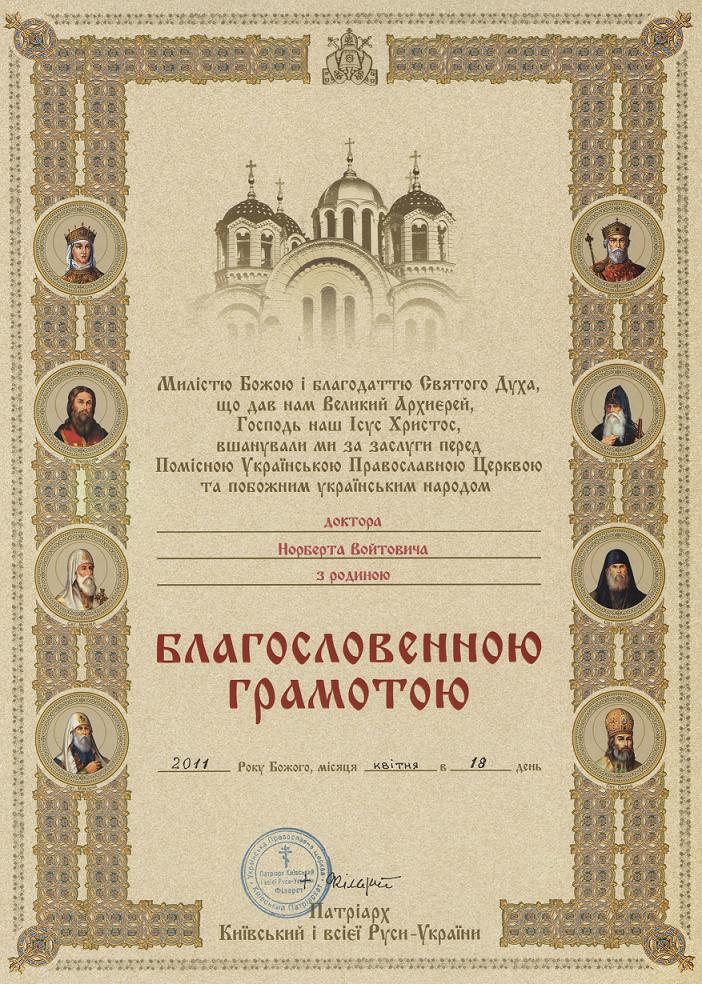
Błogosławieństwo Jego Świątobliwości Filareta Patriarchy Kijowa i całej Rusi-Ukrainy

25 czerwca 1992 uczestniczył w oficjalnym ogłoszeniu niezależności Ukraińskiego Kościoła Prawosławnego Patriarchatu Kijowskiego. Początkowo był w nim zastępcą patriarchy Mścisława i jego następcy Włodzimierza. Funkcję patriarchy, nieuznawanego przez kanoniczne Kościoły prawosławne, pełni od 20 października 1995. 21 lutego 1997 został całkowicie wykluczony z Cerkwi prawosławnej, objęty anatemą, czego nigdy nie uznał, traktując anatemę jako akt polityczny. Jego działania interpretuje się w literaturze jako motywowane rozczarowaniem z powodu przegranych wyborów na patriarchę Moskwy i całej Rusi.
W czasie organizacji Patriarchatu Kijowskiego Filaret posługiwał się hasłami ukraińskiego patriotyzmu czy wręcz nacjonalizmu. W swoim działaniu był popierany przez władze niepodległej Ukrainy. Przychylne mu opinie pojawiały się w mediach, zaś prezydium Rady Najwyższej Ukrainy ogłosiło postanowienia soboru w Charkowie za nieważne, po czym publicznie zadeklarowało poparcie dla Filareta. Zyskał on również poparcie organizacji skrajnie nacjonalistycznej UNA-UNSO, która ogłosiła go przywódcą religijnym wszystkich Ukraińców. Bojówki UNA-UNSO wielokrotnie atakowały cerkwie należące do Ukraińskiego Kościoła Prawosławnego Patriarchatu Moskiewskiego, m.in. napadając 18 czerwca 1992 na ławrę Peczerską. Celem ataku było uniemożliwienie intronizacji metropolity Włodzimierza – następcy Filareta. Filaret (Denysenko) jest również oskarżany o przekazanie UNA-UNSO 12 mln karbowańców otrzymanych z budżetu państwa na remonty obiektów sakralnych.
Według źródeł rosyjskich metropolita Filaret miał być tajnym współpracownikiem KGB o pseudonimie „Antonow”, a także, już będąc poza Rosyjskim Kościołem Prawosławnym, otwarcie łamać zasadę celibatu mnichów, prowadząc życie rodzinne z Eugenią Rodionową (zm. 1998). Informacje na ten temat przekazał w 1991 prasie ukraińskiej biskup Jonatan (Jeleckich), ówcześnie wikariusz eparchii kijowskiej.
Filaret (Denysenko) podejmował działania na rzecz uczynienia Patriarchatu Kijowskiego jednym z kanonicznych, autokefalicznych Kościołów prawosławnych, m.in. zwracając się do Patriarchatu Konstantynopolitańskiego. Po fiasku tychże starań podjął natomiast próbę powołania do życia struktury jednoczącej niekanoniczne Kościoły prawosławne: Macedoński Kościół Prawosławny, Bułgarski Kościół Prawosławny (Synod alternatywny), Czarnogórski Kościół Prawosławny, Kościoły starokalendarzowe. Propozycję uczestnictwa w strukturze przesłano także Kościołowi Prawosławnemu w Ameryce. Jego zdaniem niekanoniczność kierowanych przez niego struktur jest jedynie kwestią czasu; jego zdaniem wszystkie Kościoły autokefaliczne odrywały się od Kościołów-matek w sposób niezgodny z prawem kanonicznym i dopiero po pewnym czasie były uznawane za legalnie działające.
Po protestach na Ukrainie, które zakończyły się w lutym 2014 upadkiem rządów Wiktora Janukowycza, Filaret wystosował do Ukraińskiego Kościoła Prawosławnego Patriarchatu Moskiewskiego apel o podjęcie rozmów na rzecz budowy jednej kanonicznej Cerkwi na Ukrainie. Został on przyjęty pozytywnie, a Ukraiński Kościół Prawosławny Patriarchatu Moskiewskiego sformował komisję, która z jego strony ma wziąć udział w dialogu.
W 2018 r. Patriarchat Konstantynopolitański zdjął z niego nałożoną przez Patriarchat Moskiewski anatemę i oświadczył, że Filaret będzie odtąd uznawany za kanonicznego biskupa, żaden z lokalnych Kościołów prawosławnych (w tym polski), nie zaaprobował tej decyzji.

### W Kościele Prawosławnym Ukrainy
Od 15 grudnia 2018 r. pełnił posługę biskupią w soborze św. Włodzimierza w Kijowie z tytułem honorowego patriarchy Kościoła Prawosławnego Ukrainy. Był też stałym członkiem Synodu tegoż Kościoła.
8 stycznia 2019 r. otrzymał tytuł Bohatera Ukrainy; w maju tegoż roku otrzymał honorowe obywatelstwo Lwowa.
W czerwcu 2019 r. Filaret zwołał forum „Za Ukraiński Kościół Prawosławny! Za Patriarchat Kijowski!”, na którym stwierdził, iż nie uznaje zapisów tomosu o autokefalii przyznanego Ukraińskiemu Kościołowi Prawosławnemu przez Patriarchat Konstantynopolitański. Wskazał, że nigdy nie wykona następujących zapisów tomosu: przekazania zagranicznych parafii utworzonych przez Patriarchat Kijowski w jurysdykcję Patriarchatu Konstantynopolitańskiego, przyjmowania świętych olejów (mira) z Konstantynopola zamiast przygotowywania go w Kijowie oraz rozwiązywania konfliktów wewnątrzkościelnych wyłącznie w porozumieniu z patriarchą. Zapowiedział zwołanie soboru Patriarchatu Kijowskiego (który w momencie powstania Ukraińskiego Kościoła Prawosławnego miał być zlikwidowany) i dalsze działanie tej struktury. 20 czerwca 2019 r. Filaret ogłosił wznowienie działalności Patriarchatu Kijowskiego. Na zwołane przez niego zgromadzenie duchowieństwa i wiernych przybyło jednak jedynie dwóch biskupów Kościoła Prawosławnego Ukrainy oraz ok. 200 delegatów świeckich. Kościół Prawosławny Ukrainy ogłosił, że decyzje te są bezskuteczne. 24 czerwca 2019 r. Święty Synod Kościoła Prawosławnego Ukrainy odebrał mu zarząd eparchii kijowskiej Kościoła, podporządkowując ją metropolicie kijowskiemu. Filaret zachował jednak tytuł honorowego patriarchy Ukrainy, co uzasadniono jego szczególnymi zasługami dla ukraińskiego prawosławia w przeszłości.
4 lutego 2020 r., w związku z naruszaniem porządku kanonicznego i statutowego Kościoła Prawosławnego Ukrainy, został pozbawiony członkostwa w Świętym Synodzie.

## Odznaczenia
- Order Wolności (2009, Ukraina)[33]